# Alain Gandy (écrivain)
Pour les articles homonymes, voir Gandy.
Alain Gandy est le pseudonyme d’André Gandelin, né le 29 septembre 1924 dans le 6e arrondissement de Paris et mort le 22 décembre 2015 à Aix-en-Provence, est un officier et écrivain français.

## Biographie
Après avoir terminé ses études au Lycée militaire d'Aix-en-Provence en 1942, il entre dans la résistance au sein du BCRA. Officier en 1945, il se porte volontaire pour l'Indochine. Après avoir eu des problèmes avec sa hiérarchie, il s’engage en 1959 dans la Légion étrangère.
Rayé des cadres en 1980, il entame une carrière d'écrivain avec des essais, des romans militaires, avant de créer la série du gendarme Joseph Combes.

## Œuvres

### Essais
- Spahis, Paris, Éditions Presses de la Cité, 1987 - Prix Raymond Poincaré
- La Légion en Indochine 1885-1954, Paris, Éditions Presses de la Cité, 1988
- Salan, Paris, Perrin, 1990
- Opération Daguet, en coll. avec Erwan Bergot, Paris, Éditions Presses de la Cité, 1991
- La Grande Aventure du 1er REC, Paris, Éditions Presses de la Cité, 1991
- La Légion en Algérie, 1954-1962, Paris, Éditions Presses de la Cité, 1992
- Quand la Légion écrivait sa légende, Paris, Éditions Presses de la Cité, 1995
- Légion étrangère cavalerie, Paris, Éditions Presses de la Cité, 2004
- Le Bataillon Bigeard à Tu Lê (1952), Paris, Éditions Presses de la Cité, 2007
- La Jeunesse et la Résistance: Réseau Orion, Paris, Éditions Presses de la Cité, 2008

### Romans isolés
- L’Escadron, Paris, Éditions Presses de la Cité, coll. « Frères d'armes », 1984
- La Dernière Rafale, Paris, Éditions Presses de la Cité, coll. « Frères d'armes », 1985
- Le Sang des colons, Paris, Éditions Presses de la Cité, coll. « Frères d'armes », 1988
- Les Chiens jaunes, Paris, Éditions Presses de la Cité, coll. « Frères d'armes », 1991
- Adieu Capitaine, Paris, Éditions Presses de la Cité, coll. « Frères d'armes », 1994
- Les Chiens jaunes, Le Cherche midi, 2024

### Série Joseph Combes
1. Un sombre été à Chaluzac, Paris, Éditions Presses de la Cité, coll. « Terres de France », 1997
2. L’Énigme de Ravejouls, Paris, Éditions Presses de la Cité, coll. « Terres de France », 1998
3. Les Frères Delgayroux, Paris, Éditions Presses de la Cité, coll. « Terres de France », 1999
4. Les Corneilles de Toulonjac, Paris, Éditions Presses de la Cité, coll. « Terres de France », 2000
5. L’Affaire Combes, Paris, Éditions Presses de la Cité, coll. « Terres de France », 2001
6. Les Polonaises de Cransac, Paris, Éditions Presses de la Cité, coll. « Terres de France », 2002
7. Le Nœud d’anguilles, Paris, Éditions Presses de la Cité, coll. « Terres de France », 2003
8. L’Agence Combes et Cie, Paris, Éditions Presses de la Cité, coll. « Terres de France », 2004
9. Suicide sans préméditation, Paris, Éditions Presses de la Cité, coll. « Terres de France », 2005
10. Fatale Randonnée, Paris, Éditions Presses de la Cité, coll. « Terres de France », 2006
11. Une famille assassinée, Paris, Éditions Presses de la Cité, coll. « Terres de France », 2007
12. Le piège se referme, Paris, Éditions Presses de la Cité, coll. « Terres de France », 2008
13. Un week-end meurtrier, Paris, Éditions Presses de la Cité, coll. « Terres de France », 2009
14. Notaire en eaux troubles, Paris, Éditions Presses de la Cité, coll. « Terres de France », 2010
15. Les Cousins de Saintonge, Paris, Éditions Calmann-Lévy, 2012

## Décorations
- Officier de la Légion d'honneur
- Médaille militaire
- Croix de guerre 1939-1945 avec 2 citations
- Croix de guerre des Théâtres d'opérations extérieurs avec 4 citations